# Nanae Aoyama
Nanae Aoyama(japonés:青山 七恵, Kumagaya, 20 de febrero de 1983) escritora japonesa de ciencia ficción. 
Ganó el Premio Bungei con su primera novela y el premio Akutagawa en 2006.

## Obras
- 2005 Mado no akari (窓の灯)
- 2006 Hitori Biyori (ひとり日和}
- 2008 Yasashii tameiki (やさしいため息)
- 2009 Kakera (かけら)
- 2009 Mahōtsukai kurabu (魔法使いクラブ)
- 2010 Owakare no oto (お別れの音)